# Prins Hendrikkazerne
De Prins Hendrikkazerne is een voormalige kazerne in de Nederlandse stad Nijmegen.

## Geschiedenis

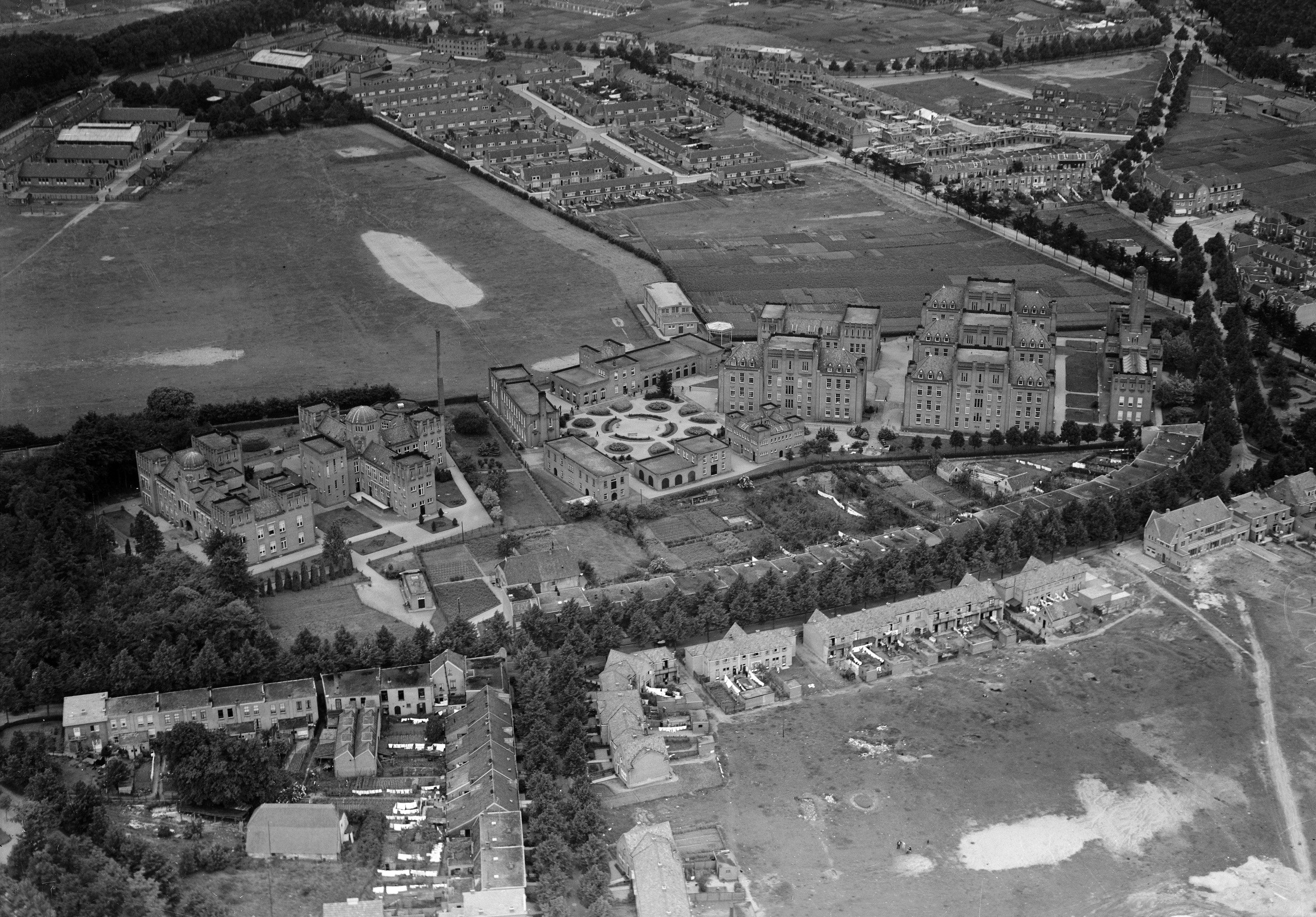
Luchtfoto Prins Hendrikkazerne c. 1930

De kazerne werd tussen 1909 en 1911 gebouwd in opdracht van het Ministerie van Koloniën als Opleidingsschool voor soldaten en onderofficieren van het KNIL naar een ontwerp van architect Jo Limburg in de stijl van het rationalisme, en is vernoemd naar Hendrik van Mecklenburg-Schwerin die zelf de eerste steen legde. Het Korps Koloniale Reserve verhuisde in 1911 van de Waalkazerne in de Benedenstad naar deze kazerne in Nijmegen-Oost, op de hoek van de Dommer van Poldersveldtweg en de Daalseweg. Met de verhuizing waren bijna alle activiteiten van de Koloniale Reserve in Nijmegen ondergebracht: werving en selectie, opleiding, de verzorging van uitzending en afhandeling van de teruggekeerden en gezondheidszorg voor zieken en gewonden. De verzorging van gehandicapten vond plaats op Bronbeek bij Arnhem. 
Na de Tweede Wereldoorlog veranderde de rol van de kazerne. Het KNIL werd op 26 juli 1950 officieel opgeheven. Voor de afhandeling van de zaken en demobilisatie van KNIL militairen die niet in de Nederlandse krijgsmacht werden opgenomen, werd het KNIL-centrum Nederland opgericht. 
Op 14 maart 1951 werd het centrum officieel gesloten. Tot in 1953 werden er nog koloniaal-militaire zaken afgehandeld. In 1951 werd het complex, samen met de nabijgelegen Krayenhoffkazerne en Snijderskazerne, in gebruik genomen door de Luchtmacht Instructie en Militaire Opleidingen School (LIMOS). 
In 1995 nam het leger afscheid van de kazerne. Het complex werd nu een asielzoekerscentrum. De kazerne is tegenwoordig een rijksmonument. 
Het Militair Hospitaal dat een afgescheiden deel uitmaakte van de kazerne, werd in 1992 gesloopt. Enkele kleinere gebouwen die onderdeel waren van het hospitaal, zoals de portierswoning en het zgn. achthoekige lage 'radiogebouwtje', zijn herbestemd.

### Nijmeegse Vierdaagse
Voor de Koloniale Reserve, gevestigd in de kazerne, waren afstandsmarsen van groot belang. Vanaf 1912 werd legeringsruimte beschikbaar gesteld als logies voor de deelnemers aan een vierdaags wandelevenement dat Nijmegen aandeed. Dit was de oorsprong van de Nijmeegse Vierdaagse. De kazerne was van 1925 tot en met 1946 het vaste vertrekpunt en eindpunt van de tocht. Van 1928 tot 1938 werd de Vlaggenparade, de officiële opening van de Nijmeegse Vierdaagse, op de binnenplaats van de kazerne en het aangrenzende Molenveld gehouden.

## Gebouw
Het hoofdgebouw van de Prins Hendrikkazerne, met name de middenpartij met de koepeltoren, heeft invloed uitgeoefend op de Nederlandse architectuur, bijvoorbeeld op het uit 1915 daterende ontwerp voor het hoofdpostkantoor in Maastricht van Marinus Jan Granpré Molière. Ook is het vermoedelijk een inspiratiebron geweest voor G.W. van Heukelom bij zijn ontwerp voor het Hoofdadministratiegebouw III (De Inktpot) van de Nederlandse Spoorwegen (Utrecht 1918) en voor G.C. Bremer en J.R. Prent bij hun prijsvraagontwerp voor de Tweede Kamer (Den Haag 1920). De Nieuwe Badkapel in Scheveningen toont duidelijke overeenkomsten zoals de Koepeltorens. De architect Willem Dudok, die zijn carrière aanving bij de genie, beschouwde de Prins Hendrikkazerne als een rationele moderne kunstuiting in de militaire bouwkunst. De 'Kantine voor het burgerpersoneel' behoort tot de Prins Hendrikkazerne en is in 1910 gebouwd en in dezelfde stijl van het rationalisme als de kazerne en het Militair hospitaal.

## Afbeeldingen

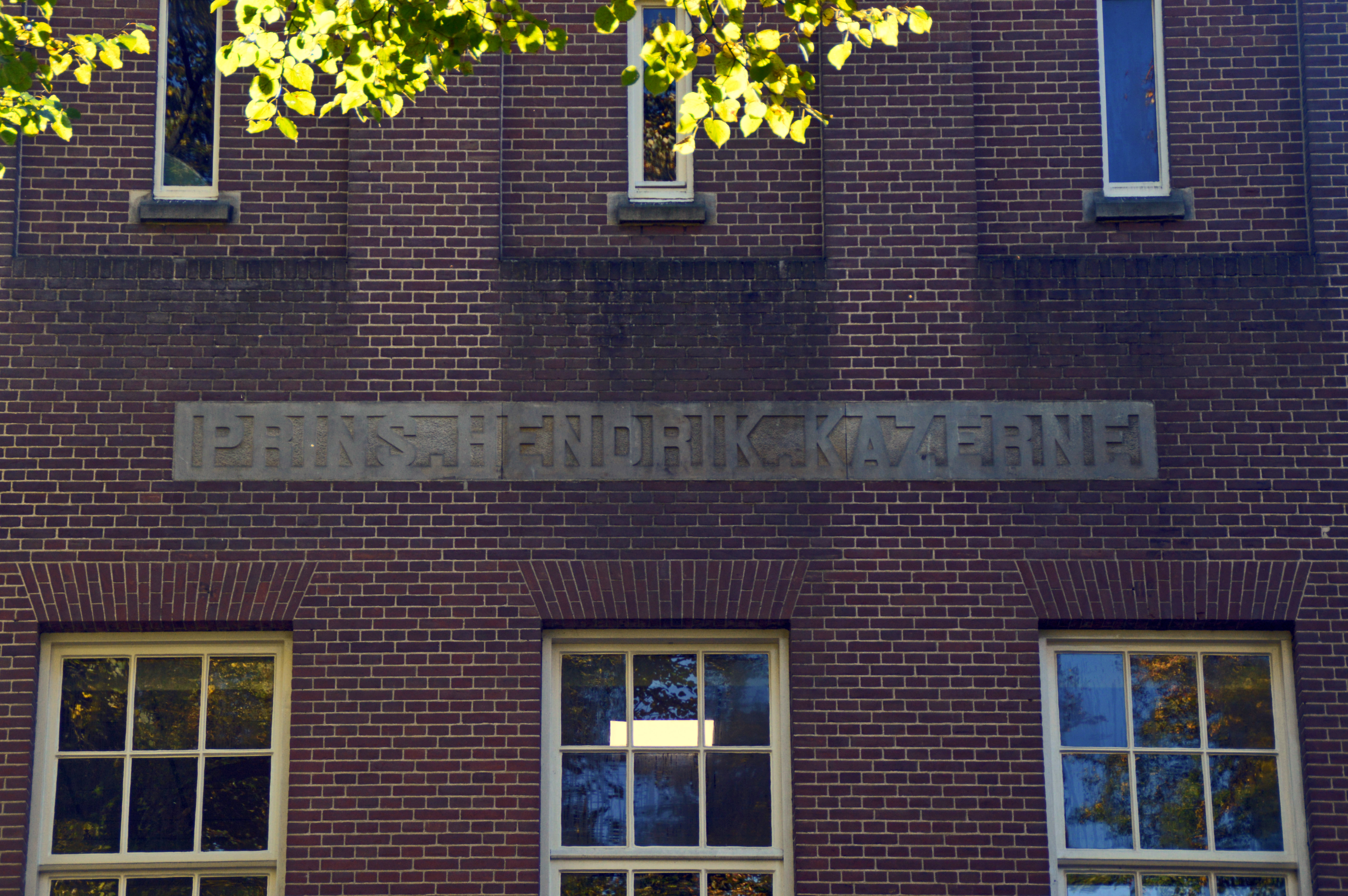
Facade met naam
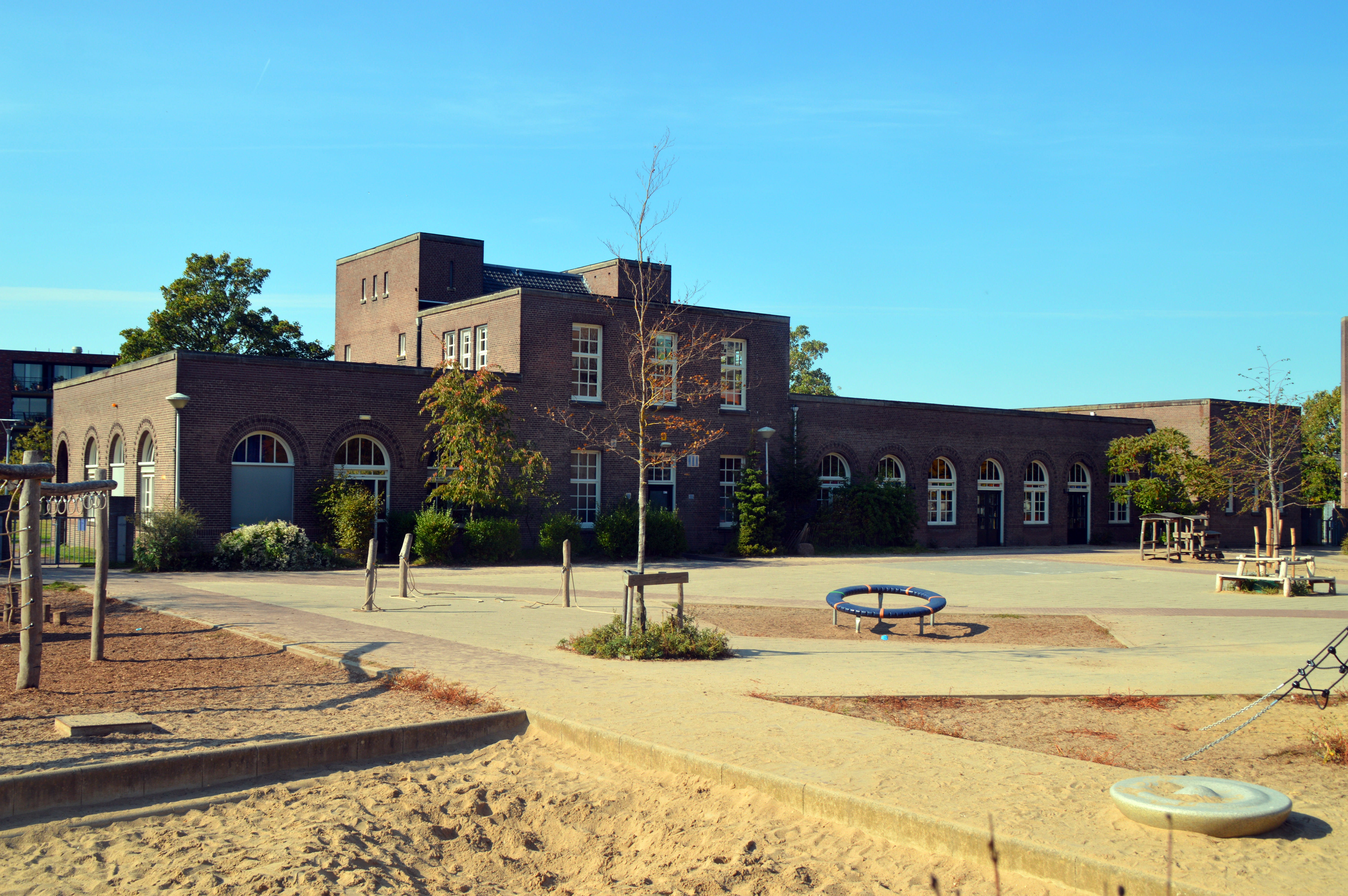
Voormalige 'Kantine voor het burgerpersoneel'
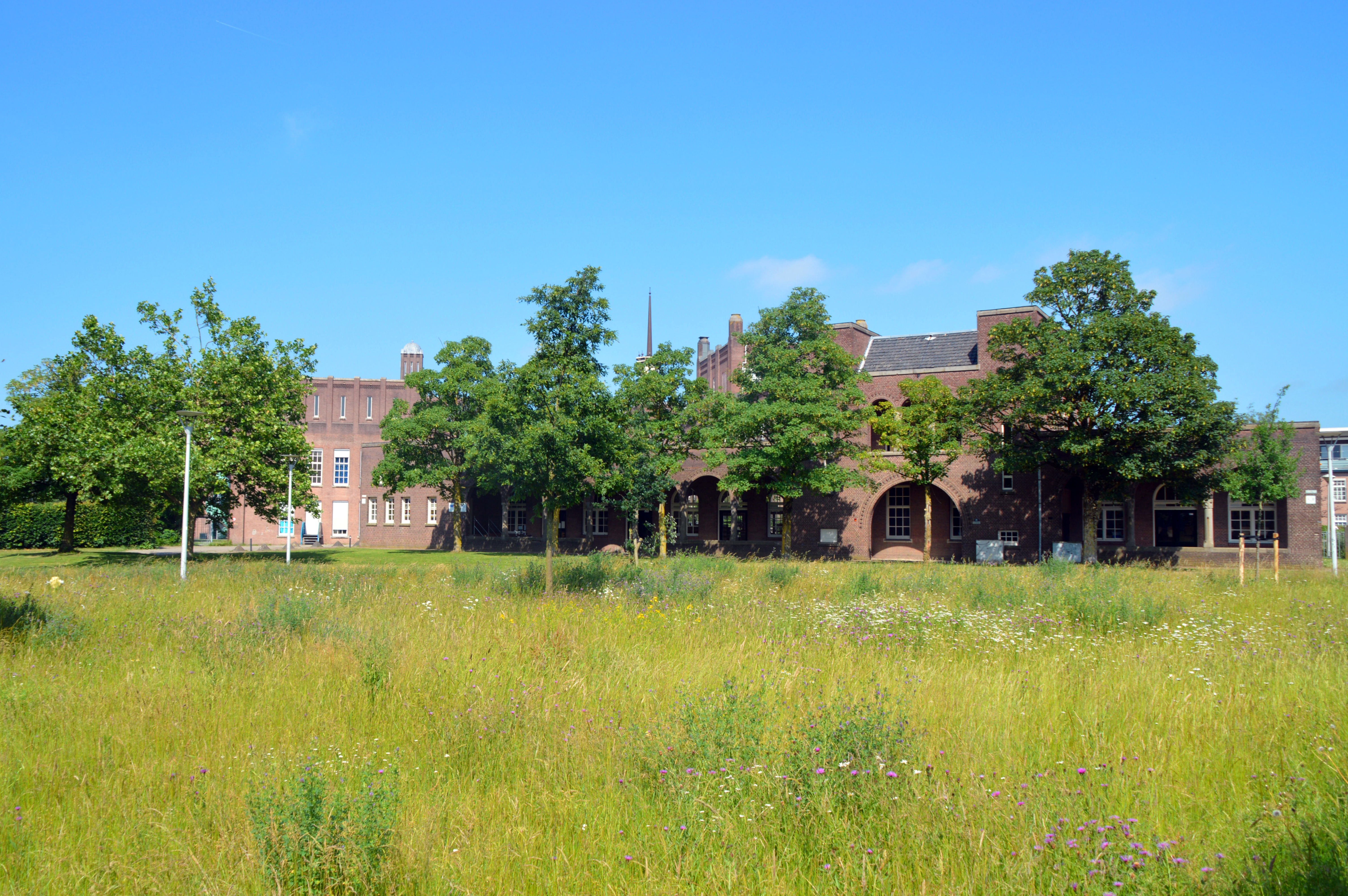
Voormalige 'Kantine voor het burgerpersoneel' vanaf het Molenveld gezien
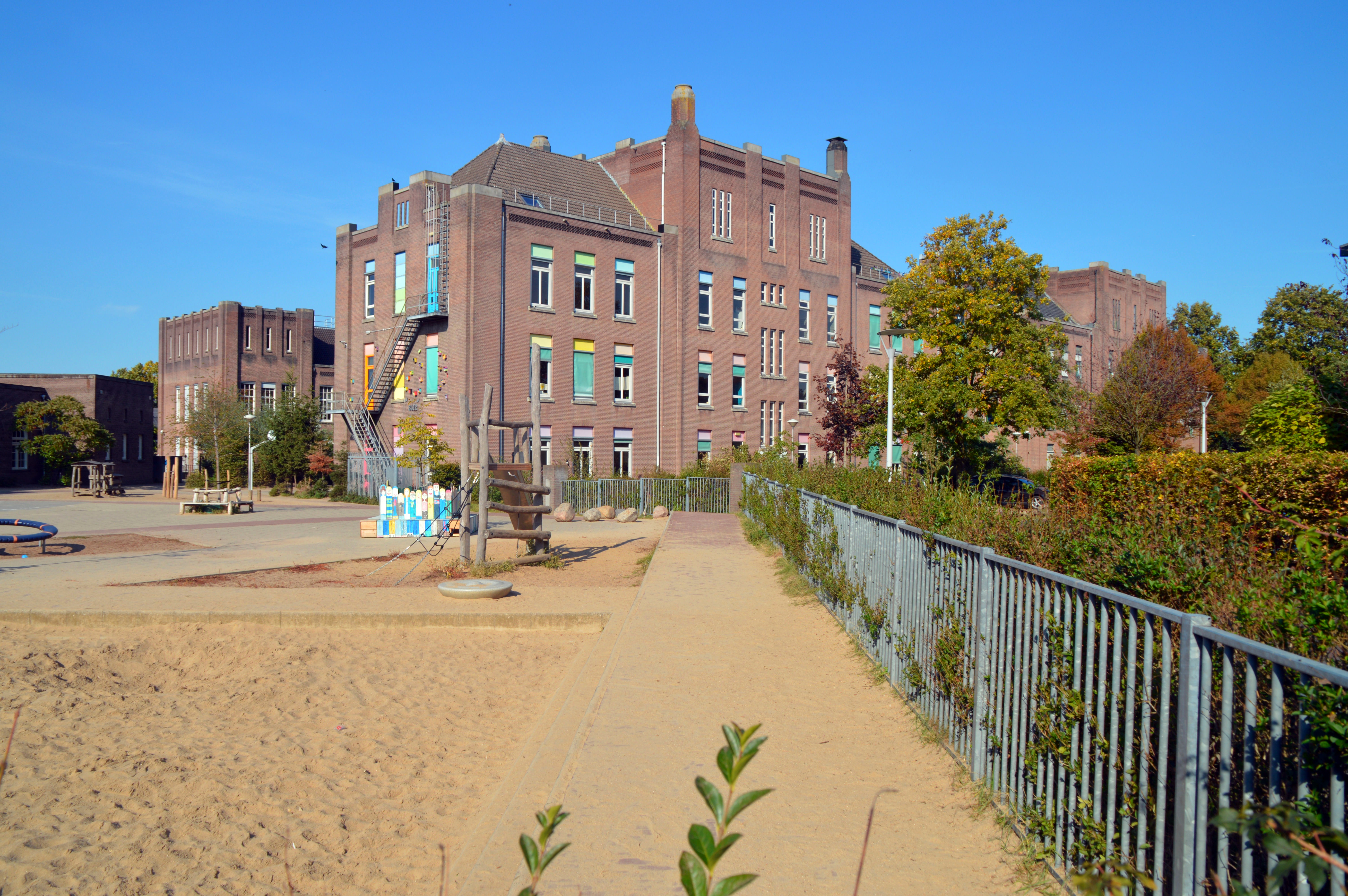
Voormalig kazernegebouw 2e Compagnie en rechts 4e Compagnie
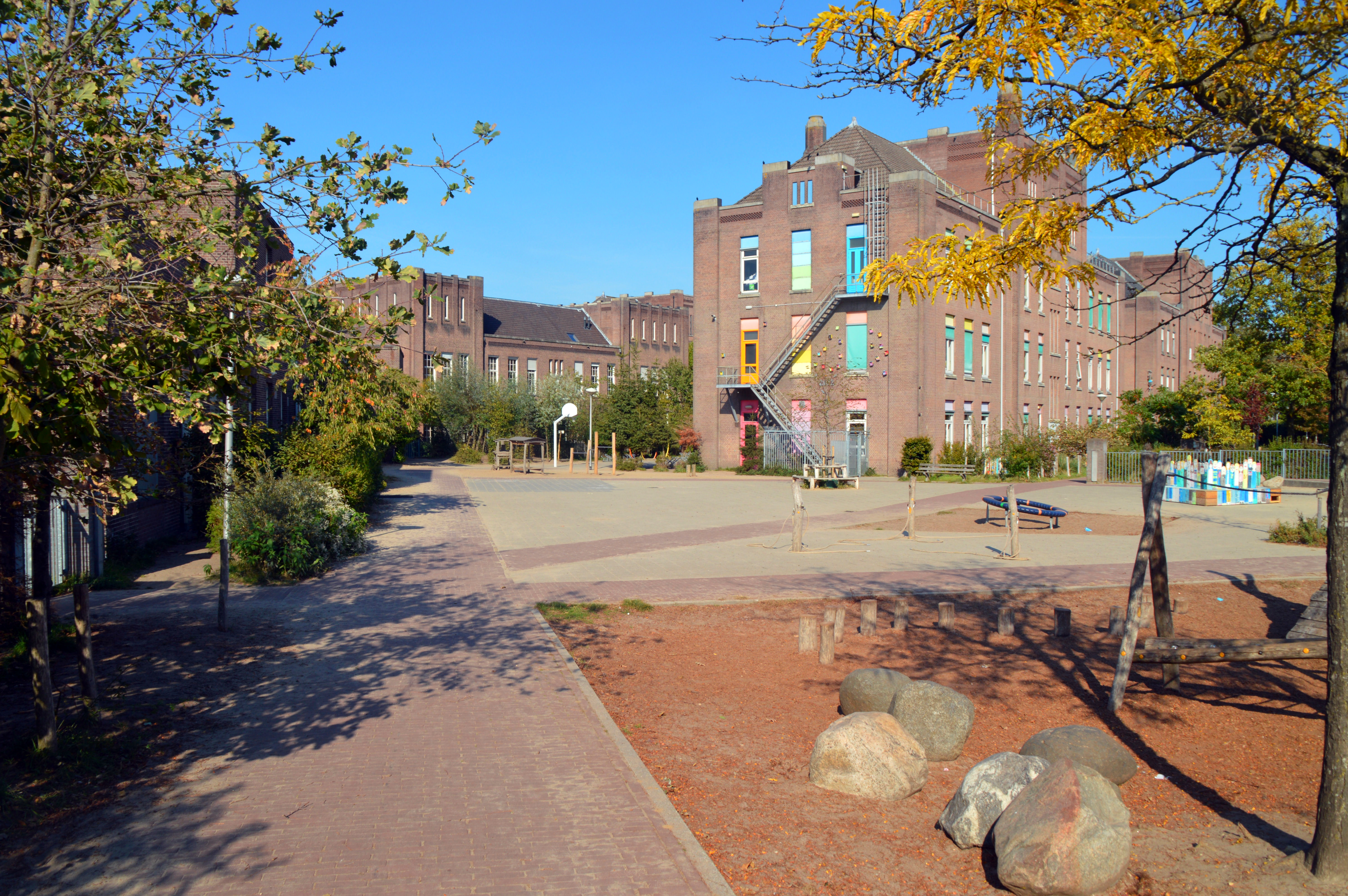
Voormalig kazernegebouw 2e Compagnie en daarachter het voormalig paviljoen van Onderofficieren
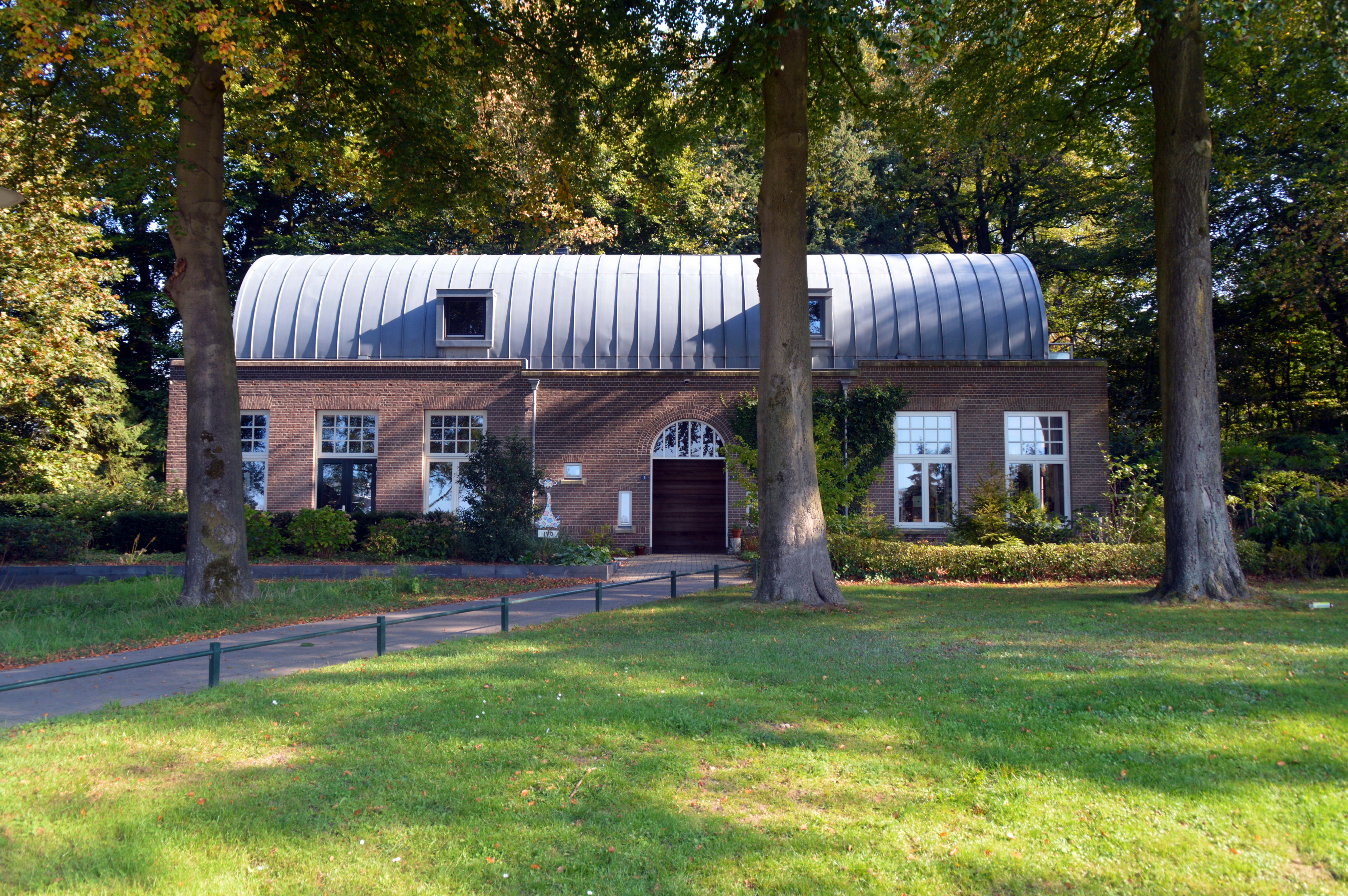
Voormalig Dagverblijf van het Militair hospitaal
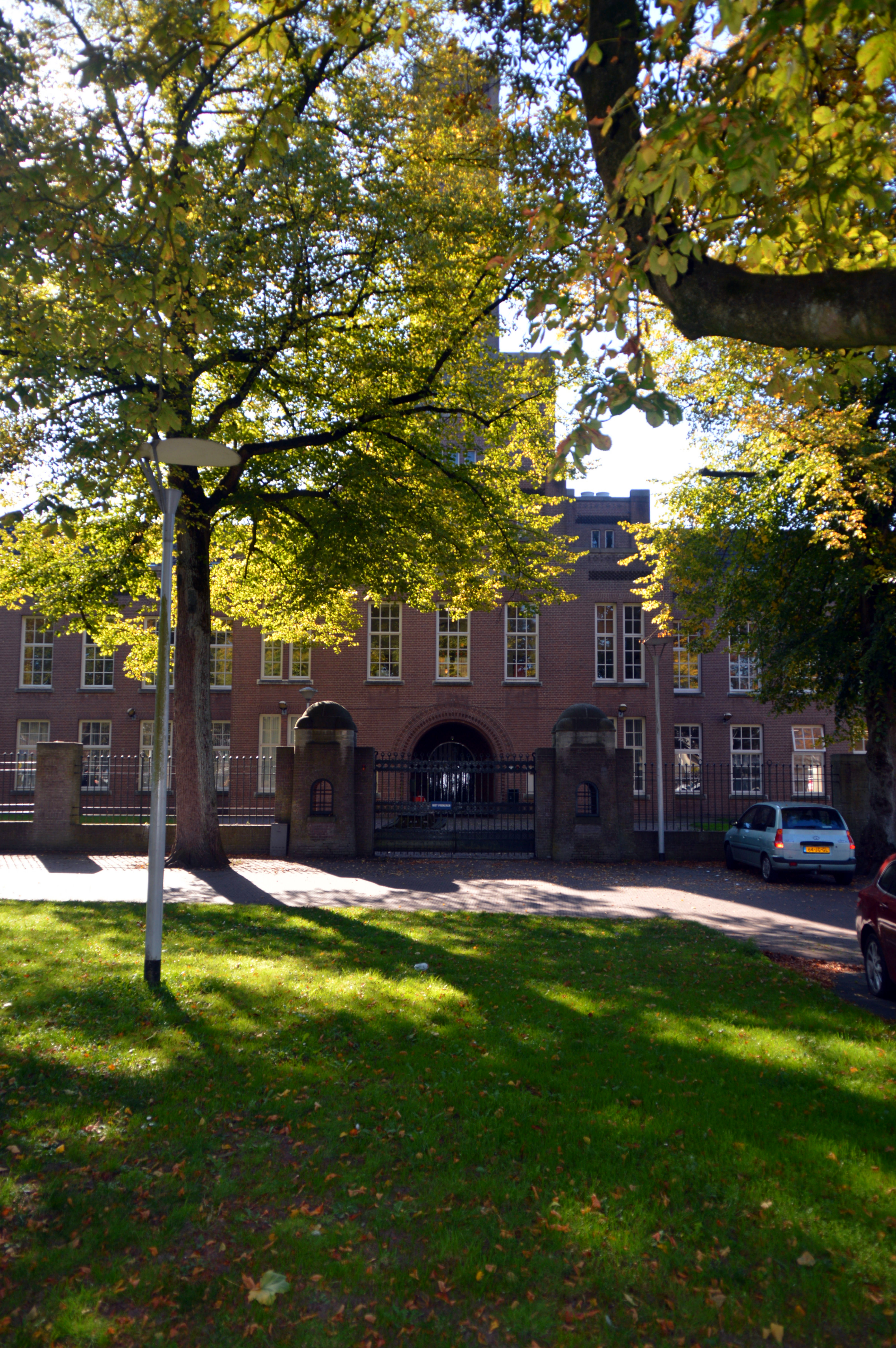
Voorkant hoofdgebouw
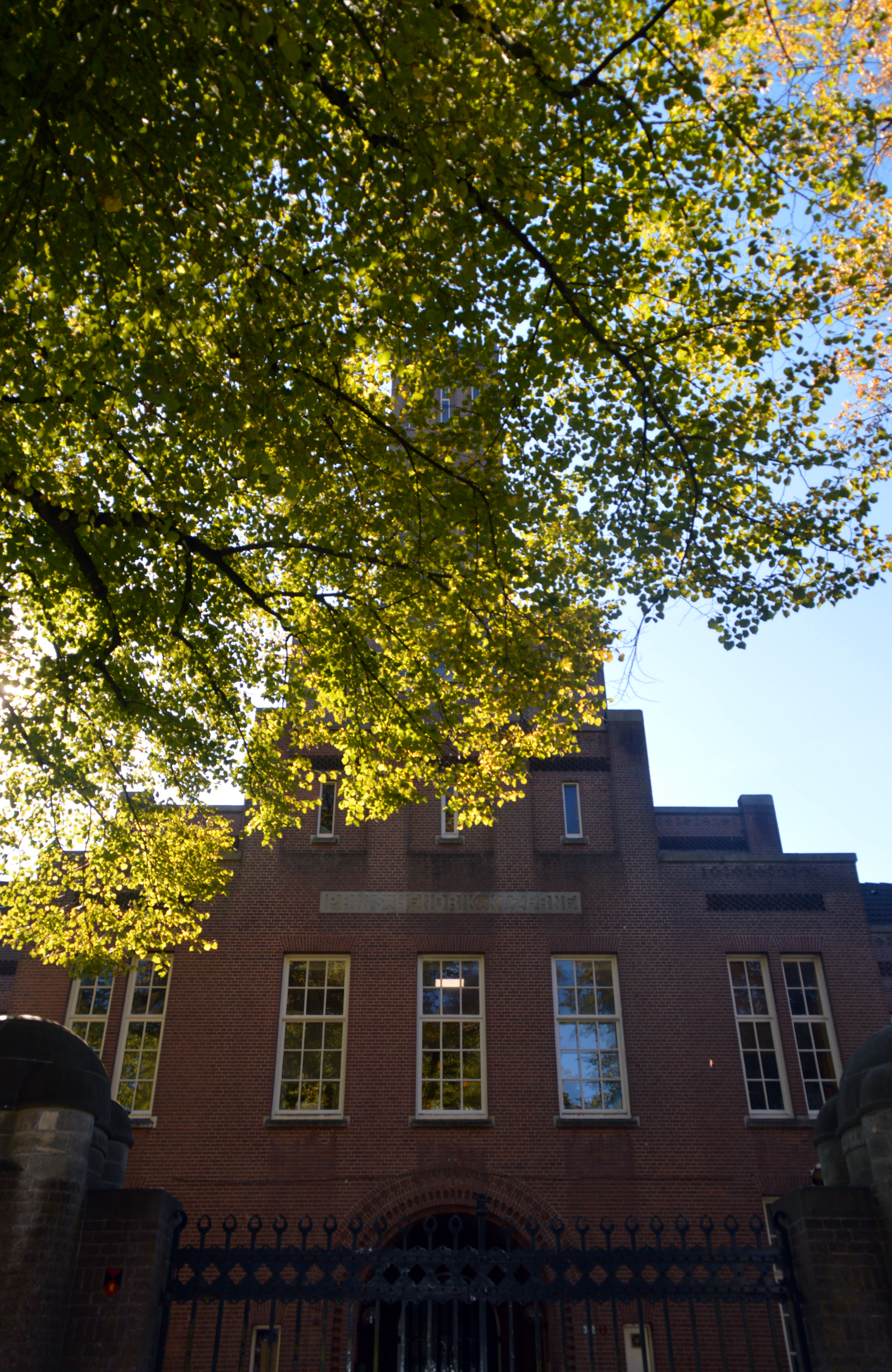
Koepeltoren hoofdgebouw
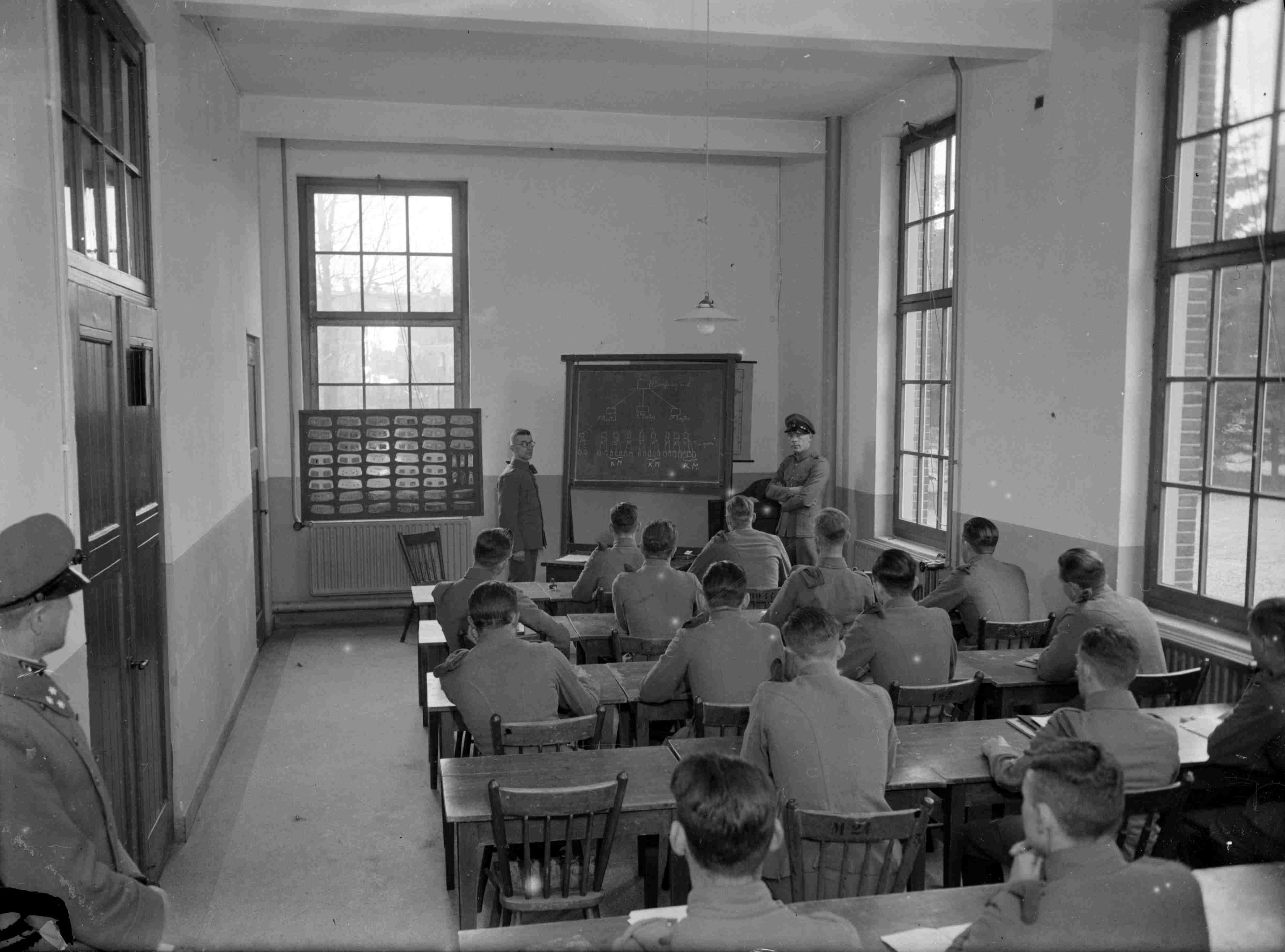
Instructie bijeenkomst voor militairen van de Koloniale Reserve 1939
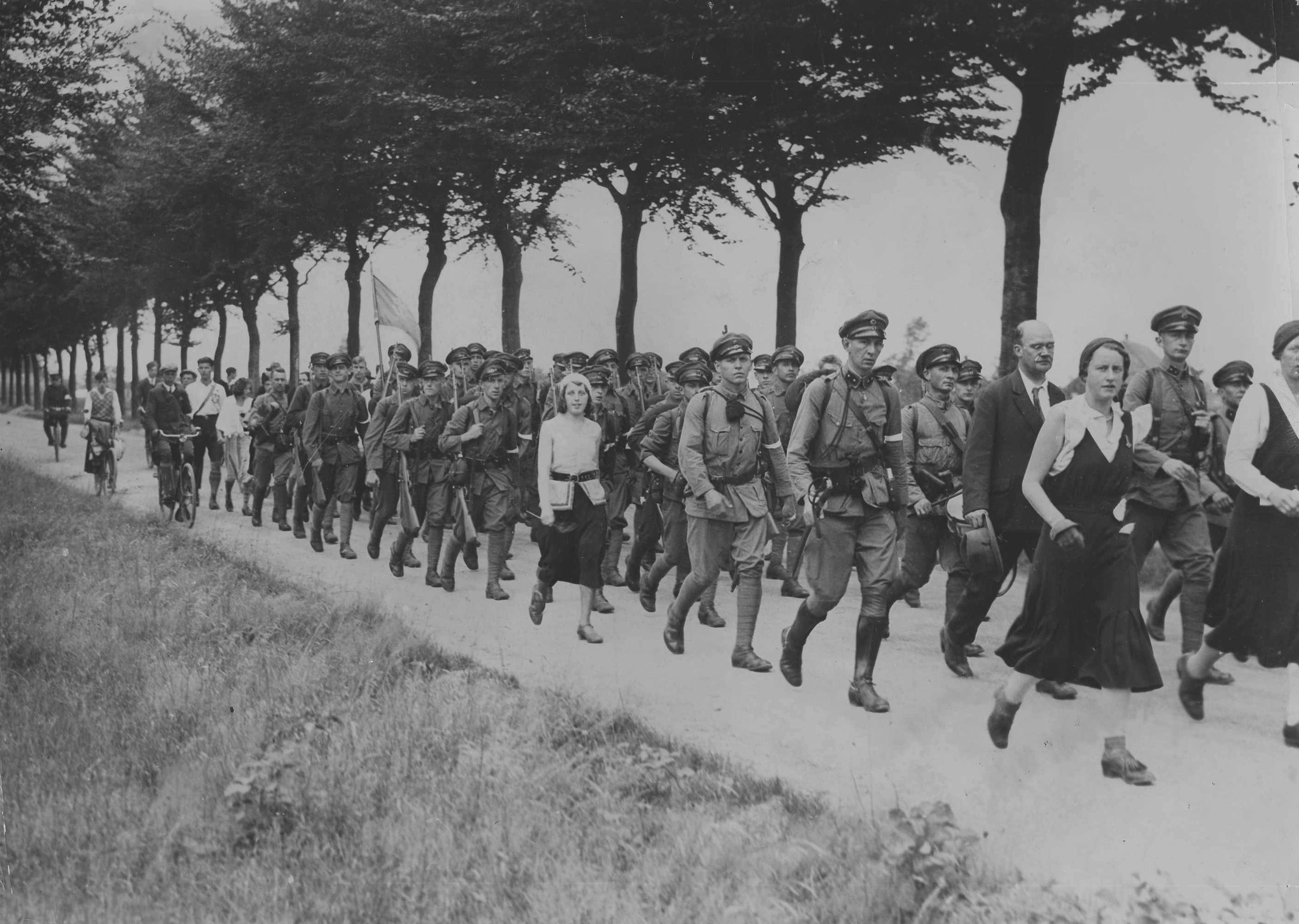
Het detachement van de Koloniale Reserve uit Nijmegen onder commando van de majoor J.Ph. Wissema onderweg tijdens de 22e vierdaagse. Juli 1932
- Opheffing van het KNIL-centrum